# Conformité des cérémonies chinoises avec l’idolâtrie grecque et romaine

Conformité des cérémonies chinoises avec l’idolâtrie grecque et romaine est un court traité écrit par le  Père Noël Alexandre, dominicain du couvent de Saint Jacques à Paris, et publié en 1700. 

## Un ouvrage de polémique dans la querelle des rites
Les conformités s'inscrivent directement dans la floraison des ouvrages de nature polémique critiquant ou défendant les rites chinois, à l'époque de la querelle des rites.  Autour de deux positions : celle des Jésuites défendant les rites chinois et celle des ordres mendiants et des  prêtres des Missions étrangères de Paris prônant leur interdiction. Les premiers traités paraissent dès les années 1650, et la prolixité est pour une grande part jésuite. La réaction ne se fait pas attendre et l'année 1700 marque l'apogée de la confrontation, l'année même de la condamnation des rites chinois par la Sorbonne. Cette multiplication des imprimés marque l'occidentalisation de la querelle autour de nouveaux enjeux. Elle signe l'imbrication des querelles théologiques du temps, entre laxisme et rigorisme, probabilisme et probabiliorisme, et plus largement, autour du jansénisme. 

## Une ébauche de comparatisme
C'est là que réside l'originalité de l'ouvrage, et son audace. Comme l'indique le titre, c'est en plaçant les rites chinois en parallèle avec les rites païens de l'Antiquité que le Père Alexandre entend prouver leur caractère idolâtre et superstitieux. Cela va à l'encontre de tout un courant comparatiste naissant cherchant à établir une continuité entre révélation primitive et toutes les religions dans lesquelles elle aurait laissé des traces. Pierre-Daniel Huet, évêque d'Avranches ou bien encore les figuristes un peu plus tard en sont les représentants les plus connus. C'est une autre conception de l'Antiquité qui est ici présentée. 

## Éditions en ligne
- LillOnum, Université de Lille
- Version d'Internet Archive